# Raphaël Confiant
Raphaël Confiant (ur. 25 stycznia 1951 w Le Lorrain) – martynikański powieściopisarz i eseista. Wraz z Patrickiem Chamoiseau i Jeanem Bernabé stworzył nurt literacki oparty na koncepcji lokalnej tożsamości créolité.

## Życiorys
Urodził się w 25 stycznia 1951 w Le Lorrain na Martynice. Wychował się w dwujęzycznym środowisku, w którym używano francuskiego i kreolskiego . Studiował angielski i nauki polityczne we Francji. Ze względu na przywiązanie do lokalnego języka martynikańskiego, pierwsze powieści pisał po kreolsku, licząc że uda się mu osiągnąć rangę języka literackiego. Inspiracją dla jego wczesnej twórczości był m.in. Frankétienne, który jako jeden z pierwszych pisarzy publikował prace po kreolsku. Jego wczesne powieści nie cieszyły się popularnością, po części przez ograniczoną grupę odbiorców znających język. W rezultacie Confiant zaczął tworzyć po francusku, choć z wyraźnym wpływem lokalnego dialektu, dzięki czemu udało mu się odzwierciedlić kulturę ludową Martyniki w obcym języku .
W 1988 roku, wraz z Patrickiem Chamoiseau i Jeanem Bernabé, stworzył podwaliny ruchu literackiego créolité opartego na koncepcji lokalnej, kreolskiej tożsamości w eseju Éloge de la créolité, który najpierw wygłoszono podczas Festival caraïbe de la Seine-Saint-Denis, a później opublikowano w dwujęzycznej, francusko-angielskiej formie. Koncepcja ta była kontrą do ruchu négritude, zwracała bowiem uwagę na różnorodne korzenie mozaikowej tożsamości martynikańskiej, w odróżnieniu od nurtu négritude, który skupiał się na zmaganiach między bielą i czernią . Éloge wywołały ożywioną dyskusję na temat kreolizacji i estetyki postkolonializmu, a także rozbudziły nowe nurty we frankofońskiej literaturze karaibskiej, choć idea créolité spotkała się także z krytyką. We własnej twórczości Confiant otwarcie krytykował ideę négritude i wielokrotnie atakował jej twórcę – Aimé Césaire’a .
Kilka lat po ogłoszeniu Éloge Confiant wraz z Chamoiseau przygotowali wspólnie historię literatury Antyli w duchu créolité o tytule Lettres créoles. Tracées antillaises et continentales de la littérature: Haiti, Guadeloupe, Martinique, Guyane: 1635–1975 (1991), w której m.in. zwrócili uwagę na postać conteur (gawędziarza) na plantacjach jako symbolu kreolskiego oporu.
Twórczość Confianta odzwierciedla historyczną polifonię Martyniki, a wiele postaci literackich przewijających się w jego twórczości jest rezultatem przeplatania się ras i kultur . Jego francuska powieść Eau de café (1991) została wyróżniona nagrodą Prix Novembre . W 1989 otrzymał nagrodę Prix littéraire des Caraïbes za powieść Le Nègre et l’Amiral. Dwukrotnie (1993, 2016) jego twórczość została wyróżniona nagrodą Casa de las Américas.

## Wybrana twórczość

### Po kreolsku
- 1985: Bitako‐a[6]
- 1986: Kòd Yanm[6]
- 1987: Marisosé[6]

### Po francusku
- 1988: Le Nègre et l'Amiral[2]
- 1989: Éloge de la créolité – wraz z Patrickiem Chamoiseau i Jeanem Bernabé[8]
- 1991: Eau de café[2]
- 1991: Lettres créoles. Tracées antillaises et continentales de la littérature: Haiti, Guadeloupe, Martinique, Guyane: 1635–1975 – wraz z Patrickiem Chamoiseau[3]
- 1993: Ravines du devant-jour[9]
- 1993: Aimé Césaire: une traversée paradoxale du siècle[6]
- 1994: Commandeur du sucre[2]
- 1997: Le bassin de Joséphine[2]
- 2000: Mamzelle dragonfly[2]
- 2002: Nuée ardente[2]
- 2004: La Panse du Chacal[2]